# Spring Awakening (musical)
Spring Awakening is een van oorsprong Amerikaanse musical uit 2006, gebaseerd op het toneelstuk Frühlings Erwachen, in 1891 geschreven door Frank Wedekind. Het toneelstuk was destijds controversieel vanwege de thema's abortus, homoseksualiteit en kindermishandeling die erin voorkwamen. De muziek voor de musicalbewerking is geschreven door Duncan Sheik en de scenario- en liedteksten door Steven Sater. Het verhaal speelt zich af in het Duitsland van het eind van de 19e eeuw en gaat over jongeren die zichzelf en hun seksualiteit ontdekken in een omgeving waarin ze allesbehalve vrij zijn of serieus genomen worden. Van 10 maart tot en met 3 april 2011 is voor het eerst een professionele Nederlandstalige productie in Nederland te zien in theater M-Lab in Amsterdam.

## Oorspronkelijke Broadwayproductie
Na zeven jaar voorbereiding en aanpassingen was de musical voor het eerst te zien Off-Broadway op 19 mei 2006 en speelde daar tot en met 5 augustus 2006. De productie verhuisde vervolgens naar Broadway waar het op 10 december 2006 in première ging. De recensies waren zeer positief, en in 2007 ontving de musical elf Tony Award-nominaties, waarvan er acht werden verzilverd, waaronder die voor Beste Musical, Regie, Scenario, Muziek en Mannelijke Hoofdrol. Tevens werden vier Drama Desk Awards gewonnen. De twee hoofdrollen van Melchior en Wendla werden in de oorspronkelijke Broadwayproductie gespeeld door Lea Michele en Jonathan Groff, in Nederland beter bekend door hun rollen in de tv-serie Glee. De cd-opname van de voorstelling, die eind 2006 werd uitgebracht, won de 2008 Grammy Award voor beste musicalopname. 

## Overige producties buiten Nederland
- Op 15 augustus 2008 ging in de Verenigde Staten de eerste tour-versie van start, eindigend op 23 mei 2010.
- Van 23 januari tot en met 30 mei 2009 was de musical in Londen te zien. Deze uitvoering won vier Laurence Olivier Awards waaronder die voor beste musical.
- Het eerste Europese land waar Spring Awakening te zien geweest is, was Zweden, meer bepaald in Karlstad vanaf 30 augustus 2008.
- In 2009 waren producties te zien in Finland, Hongarije, opnieuw in Zweden, Oostenrijk, Malta, Tsjechië en buiten Europa in Japan, Brazilië, Filipijnen en Zuid-Korea.
- In 2010 waren producties te zien in Noorwegen, Schotland, Ierland, Servië en buiten Europa in Argentinië, Israël en Australië.
- In 2013 was de productie te zien in Brussel.

## Nederlandstalige producties
Van 10 maart tot en met 3 april 2011 is voor het eerst een professionele Nederlandstalige productie in Nederland te zien in een coproductie van Joop van den Ende Theaterproducties en M-Lab, die in première ging op 14 maart 2011. Paul Eenens tekende voor de regie, Daniël Cohen voor de vertaling van liedteksten en scenario, Frans Heemskerk verzorgde de arrangementen en Daan Wijnands de choreografie.
De bezetting bestaat uit elf jongeren, afkomstig van muziektheateropleidingen (*) in Nederland (net afgestudeerd of hogerejaars) en twee volwassenen:
- Melchior - Ton Sieben
- Wendla - Michelle van de Ven
- Moritz - Jasper Stokman
- Georg - Bart van Veldhoven
- Ilse - Lisa Berendse
- Thea - Desi van Doeveren
- Otto - André Haasnoot
- Anna - Annemarieke Leurs
- Hänschen - Tim Van Peteghem
- Martha - Robin Virginie
- Ernst - Martijn Vogel
- Volwassen Vrouwen - Henriëtte Tol
- Volwassen Mannen - Ad Knippels

(*) Robin Virginie studeerde (nog) niet aan een muziektheateropleiding tijdens de audities, maar had al diverse hoofdrollen gespeeld o.a. in Annie en vele relevante workshops gevolgd.
Van 29 februari tot en met 16 maart 2016 was de productie 19 keer te zien in Pand P in Eindhoven, door Het Nieuwe Theater. De regie was in handen van Robin Coops. In deze versie is sterk afgeweken van de Broadwayproductie.
De productie werd uitgevoerd door 3 casts; 
- Melchior - Haico Berkelmans, Cas van Cruchten, Jermaine van Haarlem
- Wendla - Joëlla Schouwenaar, Celine Spijkers, Gise de Laat
- Moritz - Niels van Doormalen, Ronald Helgers, Youri de Blok
- Georg - Jelle Ruijssenaars, Matthijs Vader, Wessel van Oirschot
- Ilse - Linda van Tilborg, Silke van Niel, Sanne Helle
- Thea - Melissa van den Berg, Femke van Reenen, Annabel Romijn
- Otto - Tijn Luijben, Nik van Rozendaal
- Anna - Sanne Pronk, Vera Wielhouwer, Ruby Veerhuis
- Hänschen - Klaas Bets, Daan van Doremalen
- Martha - Vera Golembiewski, Mirte van Driel, Jill Verhallen
- Ernst - Bas van Rijswijk, Edo Luijten, Rick Verhulst
- Volwassen Vrouwen - Marie Rensma, Carin van der Velden, Mieke Sonnemans
- Volwassen Mannen - Fried van Beers, Erik van der Velden, Toon van Overdijk

Van 14 maart tot en met 17 maart bracht Richter Theaterproducties Spring Awakening naar de Verkadefabriek in 's-Hertogenbosch. Regina van Gemert en Pascal Muller tekenden voor de regie. De muzikale leiding was in handen van Sander Vredenborg. Niels Jacobs (o.a. Les Misérables, Wicked | Stage Entertainment) zorgde voor de vocale coaching. Maddy Janssen (De Producers) verzorgde de choreografie.
- Melchior - Robin Reitsma
- Wendla - Lucía Talamoni
- Moritz - Albert-Jan Verhees
- Georg - Wouter Smeulders
- Ilse - Tamara van Sprundel
- Thea - Debbie Bongers
- Vocale Thea/ensemble - Elise van Wanrooij
- Otto - Jeroen Sigterman
- Anna - Sem Gerritsma
- Hänschen - Niels Noorlander
- Martha - Amber van Velzen
- Ernst - Juul van de Laar
- Volwassen Vrouwen - Esmé Theeuwes
- Volwassen Mannen - Dennis Spanjers

Deze productie won tijdens het AMA-Musicalaward Gala in het DeLaMar theater in Amsterdam maar liefst vier Awards; Beste Ensemble voor Richter Theaterproducties, Beste Vrouwelijke Hoofdrol voor Lucía Talamoni, Beste Mannelijke Bijrol voor Niels Noorlander en de Pia Douwes Special Talent Award voor Robin Reitsma. Daarnaast was de productie genomineerd voor een AMA Musical Award voor Beste Musical voor Richter Theaterproducties, Beste Regie voor Pascal Muller en Regina van Gemert, Beste Choreografie voor Maddy Janssen en Beste Mannelijke Hoofdrol voor Robin Reitsma.
In 2021-2022 bracht OpusOne in het DeLaMar hun productie van Spring Awakening met grotendeels een cast van net afgestudeerden en stagiairs van meerdere muziektheater opleidingen in Nederland. De regie lag in handen van Koen van Dijk, de choreografie bij Roy Jonathan en de muzikale leiding bij Ezra van Nassauw.
- Melchior - Dave Rijnders, Luuk Haaze
- Wendla - Sterre Verschoor, Apollonia van den Brand
- Moritz - Juul van Laar
- Georg - Thijs Snoek, Daan van Dalen
- Ilse - Aniek Venhoeven, Emily White
- Thea - Bente Mulan Nanayakkara, Sterre-Luna Zangirolami
- Otto - Shay Lachman, Rick Bok
- Anna - Sterre-Luna Zangirolami, Jip Verdellen
- Hänschen - Luuk Haaze, Jeroen Sigterman
- Martha - Lot Berendse
- Ernst - Bas van Rijswijk, Philip Krom
- Volwassen Vrouwen - Wieneke Remmers, Marisa van Eyle
- Volwassen Mannen - Ad Knippels, Wil van der Meer

Ook bracht Stichting IPA Producties i.s.m. Iris Performing Arts in november 2022 hun eigen versie van Spring Awakening op de planken in de Theaterbakkerheij te Gouda onder artistieke visie van Iris Portier en bijgestaan in de regie door Jeroen Sigterman. 
De cast bestond uit de volgende spelers:
- Melchior - Jarmo van Zantwijk
- Wendla - Gioya van Rees
- Moritz - Joey de Boer
- Ilse - Saide Masmas
- Hanschen - Justin van den Berg
- Ernst - Thimo Meuldijk
- Martha - Jamie van den Broeck, Marit Goetjaer
- Georg - Laurens Sanders
- Otto - Glenn de Roos
- Anna - Celine van Tol, Sanne Egging
- Thea - Valerie van Reeuwijk
- Volwassen vrouwen - Catharina Bijl, Priscilla Portier
- Volwassen mannen - Izaak Clarisse

## Liedjes (Broadwayproductie)
Akte I
- Mama Who Bore Me – Wendla
- Mama Who Bore Me (Reprise) – Wendla en de meiden
- All That’s Known – Melchior
- The Bitch of Living – Moritz, Melchior en de jongens
- My Junk – Ensemble
- Touch Me – Ensemble
- The Word of Your Body – Wendla en Melchior
- The Dark I Know Well – Martha, Ilse en de jongens
- And Then There Were None – Moritz en de jongens
- The Mirror - Blue Night – Melchior en de jongens
- I Believe – Ensemble

Akte II
- The Guilty Ones – Wendla, Melchior, Ensemble
- Don’t Do Sadness - Blue Wind – Moritz en Ilse
- Left Behind – Melchior, Boys en de meiden
- Totally Fucked – Melchior en ensemble (behalve Moritz)
- The Word of Your Body (Reprise) – Hänschen, Ernst, Ensemble
- Whispering – Wendla
- Those You’ve Known – Moritz, Wendla en Melchior
- The Song of Purple Summer – Ilse en Ensemble

Van de Broadway-productie is een muziekalbum verschenen (alsmede van sommige anderstalige producties). Het nummer The Guilty Ones verving op Broadway het nummer There Once Was a Pirate als opening van de tweede akte, laatstgenoemd nummer is echter wel verkrijgbaar als bonustrack op het oorspronkelijke (iTunes)muziekalbum.
Op de cd is de positie van de nummers "The Guilty Ones" en "Don't Do Sadness - Blue Wind" omgedraaid.
'14-'18 · '40-'45 (België) · '40-'45 (Nederland) · De 3 Biggetjes · 3 Musketiers · Aida · Alice in Wonderland · A xXxmas Carola · Anatevka · Assepoester · Belle en het Beest · Billie Holiday · Bloedbroeders · The Bodyguard · Cabaret · Camelot · Cats · Chicago · Ciske de Rat · Cyrano de Bergerac · De Schone van Boskoop · Daens · Dirty Dancing · Doe Maar! · Domino · Doornroosje · Dracula · Drood · Elisabeth · Evita · Fame · De Finale · Flashdance · Foxtrot · Goodbye, Norma Jeane · Grease · Hair · High School Musical · De Jantjes · Jekyll & Hyde · Jersey Boys · Jesus Christ Superstar · Kadanza · De kleine zeemeermin · Koning van Katoren · Kruimeltje · Kuifje: De Zonnetempel · Kunt u mij de weg naar Hamelen vertellen, mijnheer? · The Last Five Years · Lelies · The Lion King · The Little Mermaid · Love Story · Lover of Loser · Mamma Mia! · De man van La Mancha · Mary Poppins · Les Misérables · Miss Saigon · Muerto! · De Muze van Rubens · My Fair Lady · On Your Feet! · Op hoop van Zegen · Oorlogswinter · The Passion · Pauline & Paulette · The Phantom of the Opera · Pinokkio · Red Star Line · Rembrandt · Robin Hood · Romeo en Julia, van Haat tot Liefde · De Rozenoorlog · Shhh...it happens! · Shrek · Soldaat van Oranje · Spring Awakening · De sprookjesmusical Klaas Vaak · Sneeuwwitje · The Sound of Music · Tarzan · Titanic · Turks fruit · Urinetown · De Vliegende Hollander · Wat Zien Ik?! · Wicked · The Wild Party · The Wiz · Wickie de viking de musical
    Portaal Musical